# Slaget vid Lohede
Slaget vid Lohede var ett slag på heden Lohede söder om Danevirke i Schlesvig mellan Margareta Sambiria av Pommerellen och hennes son Erik Klipping på ena sidan och hertigen av Sønderjylland Erik Abelsen med allierade på den andra sidan. Hertigen av Sønderjylland stod som segrare och Erik Klipping och hans mor tillfångatogs.